# Membracis provittata
Membracis provittata är en insektsart som beskrevs av Buckton. Membracis provittata ingår i släktet Membracis och familjen hornstritar. Inga underarter finns listade i Catalogue of Life.